# Сарбург
Сарбург (њем. Saarburg) град је у њемачкој савезној држави Рајна-Палатинат. Једно је од 103 општинска средишта округа Трир-Сарбург. Према процјени из 2010. у граду је живјело 6.293 становника. Посједује регионалну шифру (AGS) 7235118.

## Географски и демографски подаци
Сарбург се налази у савезној држави Рајна-Палатинат у округу Трир-Сарбург. Град се налази на надморској висини од 159 метара. Површина општине износи 20,5 km². У самом граду је, према процјени из 2010. године, живјело 6.293 становника. Просјечна густина становништва износи 307 становника/km².

## Међународна сарадња
| Мјесто | Држава    | Врста сарадње | Од    |
| ------ | --------- | ------------- | ----- |
|        | Француска | партнерство   | 1978. |
|        | Француска | партнерство   | 1974. |
| Извор  |           |               |       |